# Polyrhachis tyrannica
Polyrhachis tyrannica é uma espécie de formiga do gênero Polyrhachis, pertencente à subfamília Formicinae.